# João Frederico de Brandemburgo-Ansbach
João Frederico de Brandemburgo-Ansbach (em alemão:  Johann Friedrich; Ansbach, 18 de outubro de 1654 – Ansbach, 22 de março de 1686), sucedeu ao seu pai, Alberto II como marquês em 1667. Desposou pela segunda vez Leonor Erdmute Luísa, duquesa de Saxe-Eisenach em 4 de novembro de 1681. A filha deles, Guilhermina Carlota Carolina (Carolina de Ansbach) casou-se com Jorge II da Grã-Bretanha antes de se tornar rei.

## Descendência
Do seu primeiro casamento com a marquesa Joana Isabel de Baden-Durlach, João Frederico teve os seguintes filhos:
1. Leopoldo Frederico de Brandemburgo-Ansbach (29 de maio de 1674 - 21 de agosto de 1676), morreu aos dois anos de idade.
2. Cristiano Alberto de Brandemburgo-Ansbach (18 de setembro de 1675 - 16 de outubro de 1692), morreu solteiro e sem descendência.
3. Doroteia Frederica de Brandemburgo-Ansbach (12 de agosto de 1676 - 13 de março de 1731), casada com o conde João Ricardo III de Hanau-Lichtenberg; com descendência.
4. Jorge Frederico II de Brandemburgo-Ansbach (3 de maio de 1678 – 29 de março de 1703), morreu solteiro e sem descendência.
5. Carlota Sofia de Brandemburgo-Ansbach (29 de junho de 1679 - 24 de janeiro de 1680), morreu com seis meses de idade.

Do seu segundo casamento com a duquesa Leonor Edmunda de Saxe-Eisenach, teve os seguintes filhos:
1. Carolina de Brandemburgo-Ansbach (1 de março de 1683 – 20 de novembro de 1737), casada com o rei Jorge II da Grã-Bretanha; com descendência (é uma das trisavós da Rainha Vitória do Reino Unido).
2. Frederico Augusto de Brandemburgo-Ansbach (3 de janeiro de 1685 - 30 de janeiro de 1685), morreu com 27 dias de idade.
3. Guilherme Frederico de Brandemburgo-Ansbach (8 de janeiro de 1686 - 7 de janeiro de 1723), casado com a duquesa Cristina Carlota de Württemberg-Winnental; com descendência.

## Genealogia
| João Frederico de Brandemburgo-Ansbach | Pai: Alberto II de Brandemburgo-Ansbach     | Avô paterno: Joaquim Ernesto de Brandemburgo-Ansbach | Bisavô paterno: João Jorge, Eleitor de Brandemburgo     |
| João Frederico de Brandemburgo-Ansbach | Pai: Alberto II de Brandemburgo-Ansbach     | Avô paterno: Joaquim Ernesto de Brandemburgo-Ansbach | Bisavó paterna: Isabel de Anhalt-Zerbst                 |
| João Frederico de Brandemburgo-Ansbach | Pai: Alberto II de Brandemburgo-Ansbach     | Avó paterna: Sofia de Solms-Laubach                  | Bisavô paterno: João Jorge I de Solms-Laubach           |
| João Frederico de Brandemburgo-Ansbach | Pai: Alberto II de Brandemburgo-Ansbach     | Avó paterna: Sofia de Solms-Laubach                  | Bisavó paterna: Margarida de Schönburg-Glauchau         |
| João Frederico de Brandemburgo-Ansbach | Mãe: Sofia Margarida de Oettingen-Oettingen | Avô materno: Joaquim Ernesto de Oettingen-Oettingen  | Bisavô materno: Luís Ernesto de Oettingen-Oettingen     |
| João Frederico de Brandemburgo-Ansbach | Mãe: Sofia Margarida de Oettingen-Oettingen | Avô materno: Joaquim Ernesto de Oettingen-Oettingen  | Bisavó materna: Margarida de Erbach                     |
| João Frederico de Brandemburgo-Ansbach | Mãe: Sofia Margarida de Oettingen-Oettingen | Avó materna: Ana Sibila de Solms-Sonnenwalde         | Bisavô materno: Henrique Guilherme de Solms-Sonnenwalde |
| João Frederico de Brandemburgo-Ansbach | Mãe: Sofia Margarida de Oettingen-Oettingen | Avó materna: Ana Sibila de Solms-Sonnenwalde         | Bisavó materna: Sofia Doroteia de Mansfeld-Arnstein     |